# Chrístos Yannarás
Chrístos Yannarás (en grec moderne : Χρήστος Γιανναράς), né le 10 avril 1935 à Athènes et mort le 24 août 2024 à Cythère, est un philosophe et théologien orthodoxe grec.

## Biographie
Chrístos Yannarás est professeur émérite de philosophie à l'université Panteion des sciences sociales et politiques à Athènes. Il a étudié la théologie à l'université d'Athènes et la philosophie à l'université de Bonn (Allemagne) et à Paris. Il est docteur de la faculté de théologie de l'université Aristote de Thessalonique (Grèce). Il est aussi docteur de la Faculté des lettres de Paris.
Il a été nommé docteur honoris causa en philosophie de l'université de Belgrade ainsi que de la Nouvelle université géorgienne. Il est professeur invité de l'université catholique de Paris, de l'université de Genève, de l'université de Lausanne et de l'université de Crète. Il fut professeur de philosophie à l'université Panteion des sciences sociales et politiques à Athènes, de 1982 à 2002.
Il fut élu membre de la Société des auteurs helléniques.

## Œuvres
- Chrístos Yannarás (trad. Michel Stavrou), La Foi vivante de l'Église, introduction à la théologie orthodoxe, Éditions du Cerf, 1989 (ISBN 2-20403-160-7)
- Chrístos Yannarás, De l'absence et de l'inconnaissance de Dieu d'après les écrits aréopagitiques et Martin Heidegger, Éditions du Cerf
- Chrístos Yannarás, La Liberté de la morale, Éditions Labor et Fides-Perspective Orthodoxe, 1982 (ISBN 978-2830901818)
- Chrístos Yannarás, Variations sur le Cantique des Cantiques : Théophanie, Éditions Desclée de Brouwer, 1992 (ISBN 978-2220032733)